# Buhaz
Buhaz (ukr. Бугаз) – stacja kolejowa w miejscowości Zatoka, w rejonie białogrodzkim, w obwodzie odeskim, na Ukrainie.